# Рабочий посёлок (пгт) Экимчан
Рабо́чий посёлок (пгт) Экимча́н — городское поселение в Селемджинском районе Амурской области. Правоприемник Экимчанского сельсовета, преобразованный в Экимчанский поселковый совет в 1961.
Административный центр — пгт Экимчан. До 1961 года — село.

## История
Экимчанский сельский Совет существует с первых дней советской власти.
На 1926 год входил в состав Селемджино-Буреинского района Амурского округа Дальневосточного края.
В 1961 году на основании ведомости Верховного Совета РСФСР от 1961 года № 28 село Экимчан отнесено к категории посёлков, Экимчанский сельский Совет переименован в Экимчанский поселковый Совет.
28 июня 2005 года в соответствии с Законом Амурской области № 25-ОЗ образовано муниципальное образование «Рабочий посёлок (пгт) Экимчан» и наделено статусом городского поселения.

## Население
| 2010  | 2011  | 2012  | 2013  | 2014  | 2015  | 2016  |
| ----- | ----- | ----- | ----- | ----- | ----- | ----- |
| 1212  | ↘1204 | ↘1183 | ↘1146 | ↘1090 | ↘1066 | ↘1046 |
| 2017  | 2018  | 2019  | 2020  | 2021  | 2023  |       |
| ↘1034 | ↘1033 | ↘1011 | ↘986  | ↘779  | ↘764  |       |

## Состав городского поселения
| № | Населённый пункт | Тип населённого пункта      | Население |
| - | ---------------- | --------------------------- | --------- |
| 1 | Экимчан          | пгт, административный центр | ↘764      |

В состав Экимчанского сельсовета входило 6 населённых пунктов.
На 1926 год входили: Александровский, Алексеевский, Балаганак, Блукет (Починный), Борогон, Верный, Воскресенский, Восточный, Григорьевский, Дмитриевский, Елено-Софоновский, Заброшенный, Жедринский (прииск Казанский), Караурак, Коврижка (на р. Коврижка), Коврижка (Селмедж.), Крещенский, Курумкан, Маврикиевский, Майский (будущий Верхнемайск), Мост Севертак, Нагорный, Наэрген, Нефедовский, Николаевны, Никудышный, Ольгнский, Опытный, Осейкан, Покостах, Свято-Иннокентьевский (будущий Союзный) 
и другие.